# لسکا (استان کیوستندیل)
لسکا (به بلغاری: Leska) یک منطقهٔ مسکونی در بلغارستان است که در شهرستان کیوستندیل واقع شده‌است.